# Сърджан Лакич
Сърджан Лакич (на хърватски: Srđan Lakić), роден на 2 октомври 1983 в Дубровник) е хърватски футболист от сръбски произход.
Нападателят играе до 2005 г. в Хърватски Драговоляц, преди да се присъедини в отбора на Камен Инград за един сезон. Следващият отбор на хърватина е Херта Берлин за сезон 2006/07, като подписва контракт до 2009 г. В края на август 2007 г. той е даден под наем в холандския Хераклес Алмело.
На 6 август 2008 г. Лакич преминава в Кайзерслаутерн за почти половин милион евро, където още в първия си официален двубой за Купата на Германия бележи гол срещу Карл Цайс Йена. С общо 12 гола за сезона Лакич помага на лаутерите дълго време да се движат в челото на класирането на Втора Бундеслига и се превръща в основен футболист под ръководството на сънародника си Милан Шашич. Треньорът разчита изключително на силната игра с глава на тарана.